# Saint-Roman-de-Malegarde
Saint-Roman-de-Malegarde é uma comuna francesa na região administrativa da Provença-Alpes-Costa Azul, no departamento de Vaucluse. Estende-se por uma área de 8,21 km². Em 2010 a comuna tinha 335 habitantes (densidade: 40,8 hab./km²).